# Megalohelcon
Megalohelcon är ett släkte av steklar. Megalohelcon ingår i familjen bracksteklar.
Kladogram enligt Catalogue of Life:
| Megalohelcon | \| \| Megalohelcon ichneumonoides \| \| \| \| \| \| Megalohelcon mouldsi \| \| \| \| \| \| Megalohelcon torresensis \| \| \| \| |
|              | \| \| Megalohelcon ichneumonoides \| \| \| \| \| \| Megalohelcon mouldsi \| \| \| \| \| \| Megalohelcon torresensis \| \| \| \| |
|              | Megalohelcon ichneumonoides |
|              | |
|              | Megalohelcon mouldsi |
|              | |
|              | Megalohelcon torresensis |
|              | |